# UBXN8
UBXN8 (англ. UBX domain protein 8) – білок, який кодується однойменним геном, розташованим у людей на 8-й хромосомі. Довжина поліпептидного ланцюга білка становить 270 амінокислот, а молекулярна маса — 30 541.
| 10         |  | 20         |  | 30         |  | 40         |  | 50         |
| ---------- |  | ---------- |  | ---------- |  | ---------- |  | ---------- |
| MASRGVVGIF |  | FLSAVPLVCL |  | ELRRGIPDIG |  | IKDFLLLCGR |  | ILLLLALLTL |
| IISVTTSWLN |  | SFKSPQVYLK |  | EEEEKNEKRQ |  | KLVRKKQQEA |  | QGEKASRYIE |
| NVLKPHQEMK |  | LRKLEERFYQ |  | MTGEAWKLSS |  | GHKLGGDEGT |  | SQTSFETSNR |
| EAAKSQNLPK |  | PLTEFPSPAE |  | QPTCKEIPDL |  | PEEPSQTAEE |  | VVTVALRCPS |
| GNVLRRRFLK |  | SYSSQVLFDW |  | MTRIGYHISL |  | YSLSTSFPRR |  | PLAVEGGQSL |
| EDIGITVDTV |  | LILEEKEQTN |  |            |  |            |  |            |

A: Аланін

C: Цистеїн

D: Аспарагінова кислота

E: Глутамінова кислота

F: Фенілаланін

G: Гліцин

H: Гістидин

I: Ізолейцин

K: Лізин

L: Лейцин

M: Метіонін

N: Аспарагін

P: Пролін

Q: Глутамін

R: Аргінін

S: Серин

T: Треонін

V: Валін

W: Триптофан

Кодований геном білок за функцією належить до фосфопротеїнів. 
Задіяний у такому біологічному процесі, як альтернативний сплайсинг. 
Локалізований у мембрані, ендоплазматичному ретикулумі.